# Lichttechnik
Lichttechnik oder Beleuchtungstechnik bezeichnet alle technischen Maßnahmen, die dazu dienen, Lichtverhältnisse zu beeinflussen. Dazu zählt neben der Beleuchtung durch den Einsatz von Leuchten und das Lenken von Tageslicht in Gebäude die Signalisierung und Effekte durch Licht.
Die Lichttechnik ist unter anderem in der Veranstaltungstechnik (Veranstaltungsbeleuchtung), bei der Filmproduktion und Fernsehtechnik und der Fotografie bedeutsam.
Ein Lichttechnisches Institut besteht seit 1922 in Karlsruhe.

## Veranstaltungstechnik

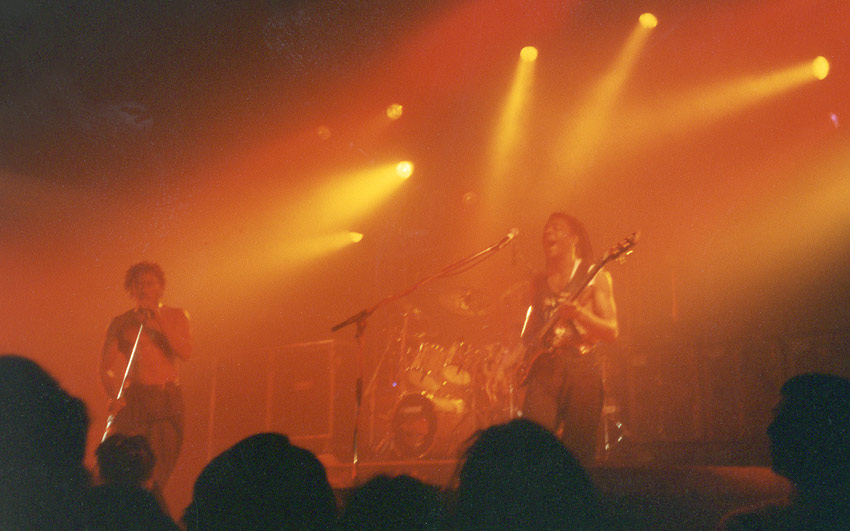
Beispiel Bühnentechnik: Beleuchtung bei einem Konzert der Gruppe Living Colour (1993)

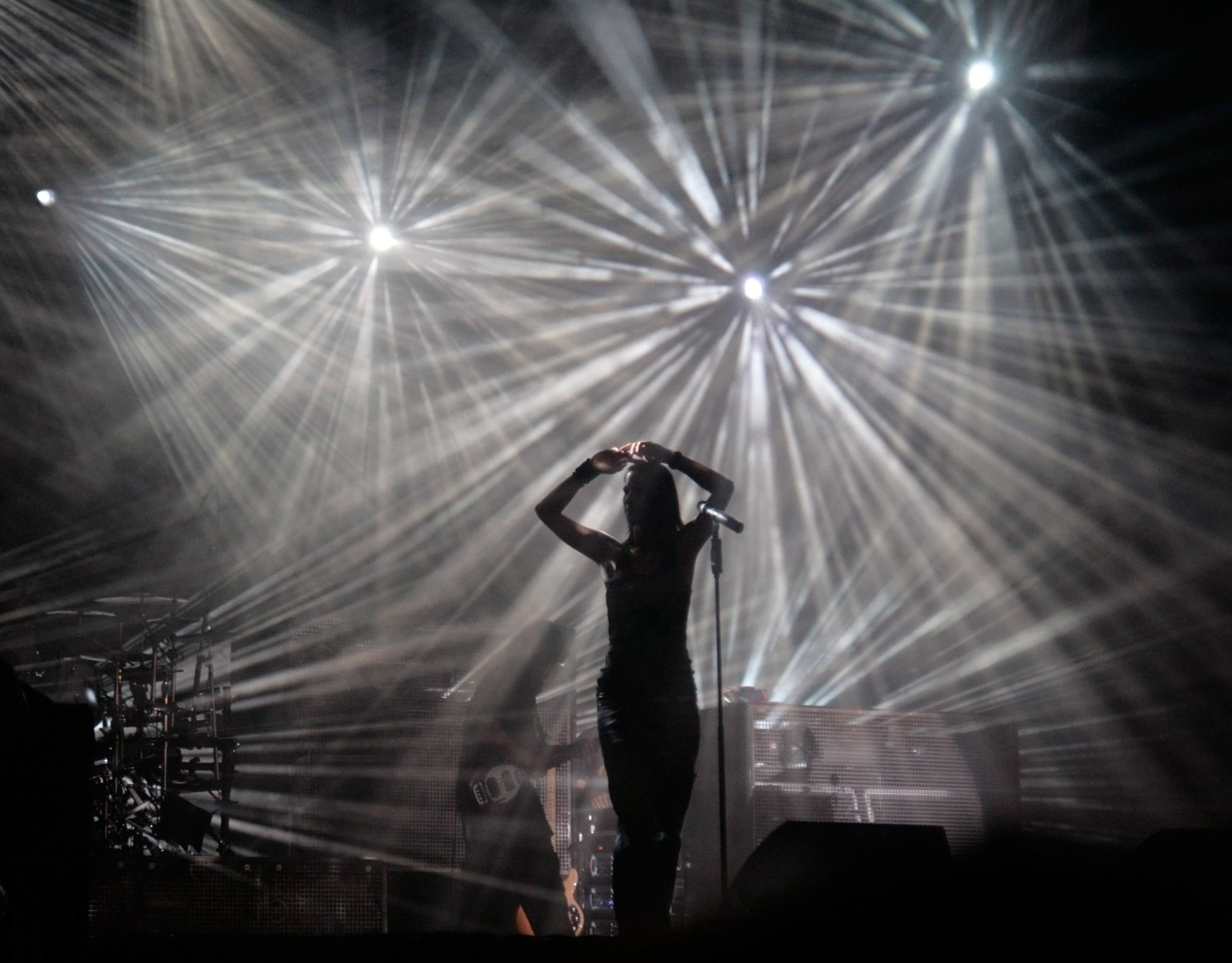
Bühnenlicht während eines Konzerts von Christina Stürmer (2009)

In der Veranstaltungsbeleuchtung werden die eingesetzten Geräte zum Beispiel in sogenannte konventionelle und intelligente Lichtgeräte unterteilt. Zu den konventionellen Geräten gehören neben dem traditionellen PAR-Scheinwerfer sogenannte Blinder, Flutlichtstrahler (Fluterrampe), feste und mitgeführte Linsenscheinwerfer (Projektionsscheinwerfer). Zu den intelligenten Scheinwerfern gehören die Kopfschwenker (eher als Moving Heads bekannt) und die Scanner. Showlaser zur Darstellung von Lasershows werden eher nicht unter intelligenten Lichtgeräten subsumiert. LED-Scheinwerfer finden immer mehr sowohl als konventionelles Licht (z. B. LED-PARs) oder intelligentes Licht (LED-Video-Wand, Flächen-LEDs, LED-Tubes) Anwendung. LED-Videowände können sowohl der Bilddarstellung als auch der Effektbeleuchtung dienen.
Lichttechnik in der Veranstaltungstechnik wird auch nach dem Einsatzzweck unterschieden. Je nachdem, ob das Licht im Theater, auf sogenannten Rock-’n’-Roll-Produktionen (dazu gehören vor allem große Konzert- und Tourneeproduktionen), bei Industrieveranstaltungen (Hauptversammlungen, Messen und Ausstellungen), Film- und Fernsehaufzeichnungen oder in der Disco eingesetzt werden, entstehen unterschiedliche Anforderungsprofile. Damit einhergehend sind zum Teil auch traditionell begründete verschiedene Begrifflichkeiten üblich, zum Beispiel im Theater (siehe Bühnentechnik). Zum Teil verschwimmen die Grenzen dieser Einteilung, beispielsweise werden auch im Theater immer mehr Kopfschwenker eingesetzt, welches früher eher unüblich war.
Mit vielen Geräten der Lichttechnik können entweder eine oder mehrere Lichtfarben erzeugt werden. Außerdem lassen sich weiches (diffuses) bzw. hartes (gerichtetes) Licht, wanderndes Licht, Blitze oder Blinken erzeugen. Ziel ist das Erzeugen vielfältiger Wirkungen und Stimmungen.
Die Lichttechnik arbeitet mit Lichtquellen (Scheinwerfer), Blenden und Filtern sowie mit Spiegeln. Die Steuerung erfolgt zumeist elektronisch beziehungsweise elektromotorisch. Verwendete Bus-Protokolle in der Veranstaltungstechnik sind DMX (DMX-512), übertragen z. B. auch via Art-Net und verwandte Protokolle. Verändert werden die verschiedenen Einstellungen und Lichtstimmungen mit Hilfe von Lichtstellpulten und Computern. Im Heim- und Industrie-Installationsbereich hat sich der Europäische Installationsbus (EIB) als Bussystem durchgesetzt.
Ein Fachmann für Lichttechnik ist bei der Bildproduktion und im Theater der Beleuchtungsmeister oder manchmal nur einfach der Beleuchter respektive Lichttechniker. Für Industrieevents und Konzertproduktionen werden gleichermaßen Lichtdesigner für die Planung eingesetzt. Die Installation der Lichttechnik nehmen dann üblicherweise Fachkräfte für Veranstaltungstechnik und Meister für Veranstaltungstechnik vor.

## Außenbeleuchtung

### Verkehrsräume
Die Straßenbeleuchtung beleuchtet Straßen und Kreuzungen bei Nacht, wird anhand der Dämmerung oder des Verkehrsaufkommens gesteuert und benutzt zum größten Teil Natriumdampf-Hochdrucklampen oder Halogen-Metalldampflampen. Zunehmend werden Leuchten mit weißen Leuchtdioden (LED) eingesetzt, die eine gewisse Energieersparnis, geringere Wartung und eine bessere Steuerbarkeit aufweisen. Alle Straßenleuchten sollen ein Abstrahldiagramm haben, welches einen langen Straßenabschnitt, nicht jedoch Anlieger oder den Himmel beleuchtet. Sind historische oder architektonische Belange zu beachten, wird davon abgewichen.
Rangierbahnhöfe und Hafenanlagen benutzen größere Leuchten mit höheren Systemleistungen (z. B. 2 kW) und anderen Abstrahlcharakteristiken.
Eine Tunnel-Beleuchtung weist bei Straßentunneln am Tag in Einfahrbereich eine höhere Beleuchtungsstärke auf als in der Nacht. Nothaltebuchten besitzen beleuchtete Symbole. Eisenbahn- und U-Bahn-Tunnel besitzen Notbeleuchtungen.
Lichtverschmutzung ist ein Thema bei der Beleuchtung von Außenanlagen, wenn das Lichtspektrum kurzwellige Anteile (blau) enthält und die Leuchten teilweise oder ganz nach oben strahlen (Downlights, indirekte Reflektorlampen, Reklame). Eine weitere Komponente ist die indirekte Streustrahlung, die von der beleuchteten Fläche herrührt. Das Licht von Leuchten mit hohem Blauanteil lockt Insekten und damit einhergehend Fledermäuse an. Der gestreute Blauanteil beeinträchtigt astronomische Beobachtungen. Am besten schneiden Niederdruck-Natriumdampflampen ab, die im Wesentlichen nur eine schmale gelbe Spektrallinie emittieren, die weniger attraktiv für Insekten ist und bei Himmelsbeobachtungen ausgefiltert werden kann.

### Gebäude
Architektonische Höhepunkte, Befeuerung, Kunstobjekte, Werbung (Leuchtreklame).

### Flutlicht
Stadion (Flutlicht), Industrieanlagen, Katastrophenschutz (Powermoon)

## Innenbeleuchtung

### Büro- und Arbeitsumfeld
Flure, Büroarbeitsplatz, bewegte Maschinen (Flimmerindex), Farbwiedergabe, Beleuchtungsstärken

#### Notbeleuchtung
Notstromversorgung, Treppen, Fluchtwege, beleuchtete Symbole

### Geschäfte und Auslagen
Farbwiedergabeindex (Modegeschäfte), spezielle Lichtquellen für Backwerk, Fleisch und Obst/Gemüse